# Tmesisternus pauli
Tmesisternus pauli là một loài bọ cánh cứng trong họ Cerambycidae.